# Taras Bulba (opera)

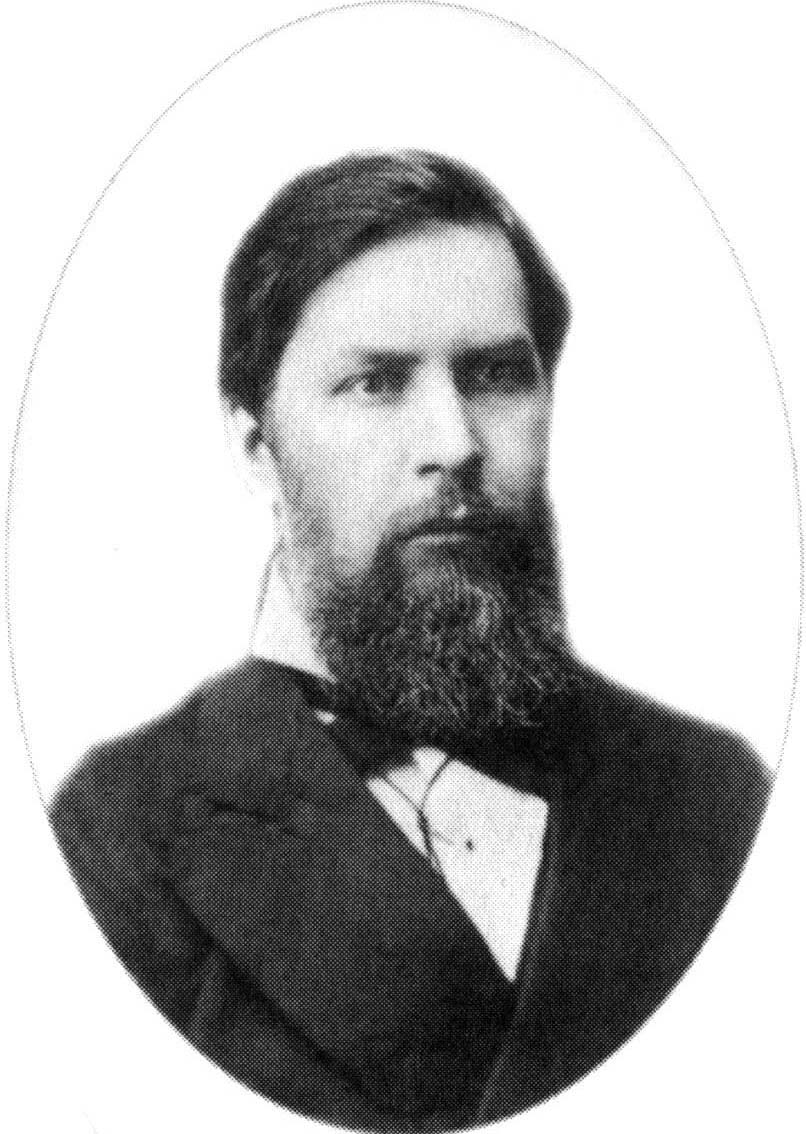
Mykola Lysenko

Taras Bulba är en opera i fyra akter med musik av den ukrainska kompositören Mykola Lysenko. Librettot skrevs av Mychajlo Starytskyj (kompositörens kusin) efter romanen Taras Bulba av Nikolaj Gogol. Operan, som var ofullständig vid kompositörens död 1912, framfördes första gången 1924. Nutida uppsättningar bygger på omfattande bearbetningar och revideringar (vilka har påverkat texten, musiken och orkestreringen) som gjordes på 1930- och 1950-talet.

## Uppförandehistorik

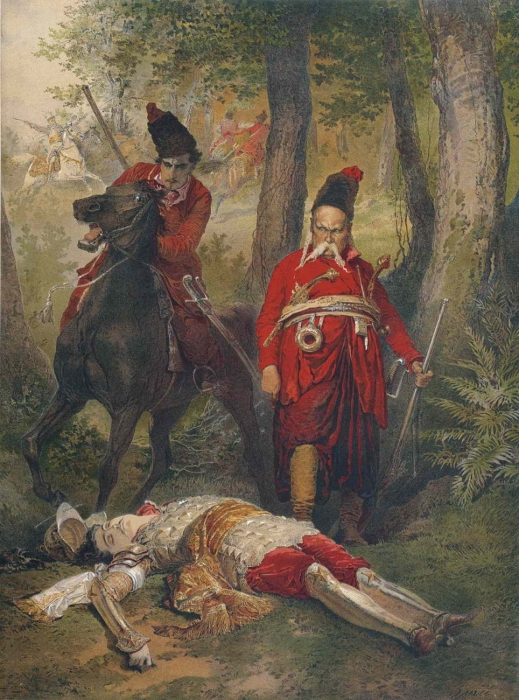
Taras Bulba målad av Mihály Zichy.

Lysenko arbetade på Taras Bulba åren 1880–1891 men det var antagligen hans insisterande att använda det ukrainska språket som satte stopp för uppsättningar under hans levnad. Lysenko var enligt ryktet ättling till kosackledaren Vovgura Lys (1600-talet), så historien kan ha haft en speciell betydelse för honom. Kort tid efter att slutfört operan spelade han upp den för Tjajkovskij som lär ha "lyssnat till hela operan med stor uppmärksamhet, då och då yttrat beröm och beundran. Särskilt gillade han passagen i vilken ukrainska spår var mest levande ... Tjajkovskij omfamnade Lysenko och gratulerade honom för sin talangfulla komposition."
Historiken baken dagens operaversion är komplex. Ett klaverutdrag publicerades 1913 men mycket av kompositörens originalorkestrering hade gått förlorad. Förspelet till fjärde akten spelades på en konsert i Kiev 1914 under ledning av Reinhold Glière. Det första framförandet ägde rum 1924 i Charkov. Emedan framförandet inte var framgångsrikt gjordes förbättrade revideringar i Kiev (1927) och Tbilisi (1930), vilka gav upphov till en total revidering av verket. Denna utfördes 1937 av Maksym Rylskyj (text), Lysenkos elev Levko Revutskyj (musik) och Borys Ljatosjynskyj (orkestrering), och uppfördes i Moskva. Denna version möttes i sin tur av kritik för att ha avvikit för mycket från Lysenkos intentioner. Det var inte förrän efter andra världskriget som samma trio sammanställde dagens spelversion, som hade premiär i Kiev 1955. Operan står fortfarande på repertoaren hos Kievs operahus, som har uppfört operan utomlands i Wiesbaden (1982), Dresden (1987) och Zagreb (1988). Kievs operahus framför traditionsenligt Taras Bulba i slutet av varje operasäsongv.
Verkets strukturella brister kan till en del vara resultatet av dess historia, och det faktum att kompositören aldrig fick tillfälle att korrigera sitt verk efter att ha hört det. Operan utgör ett stort steg framåt från Lysenkos tidigare operor Natalka Poltavka och Utoplena med sin folklore och nationalistiska inslag, vilka är mer integrerade i ett fortlöpande musikaliskt ramverk som i sin tur visar på påverkan av Tjajkovskij. Men librettots episodiska framställning (vilken till en viss del kan härledas till politiska överväganden under dess revision under den sovjetiska eran) är ett allvarligt problem. Det finns omfattande utrymmen för danser, patriotiska marscher och körer; Kudrjiaha väljs att leda kosackerna i en lång scen i akt III varpå han försvinner ut ur operans handling; det finns inga försök att balansera de historiska händelserna med historien om Andrij och Maryltsja (vilka i själva verket trycks in i den sista scenen); frånvaron av känslosamma eller musikaliska övergångar från Andrijs död till det triumfartade övertagandet av Dubno är påtaglig och otillfredsställande.

## Personer
| Roller                                                | Stämma      |
| ----------------------------------------------------- | ----------- |
| Taras Bulba                                           | bas         |
| Ostap, hans son                                       | baryton     |
| Andrij, hans son                                      | tenor       |
| Nastja, hans hustru                                   | mezzosopran |
| Maryltsja, dotter till den polska guvernören av Dubno | sopran      |
| Guvernör                                              | bas         |
| Kobzar                                                | tenor       |
| Kör: medborgare, kosacker, etc                        |             |

## Handling

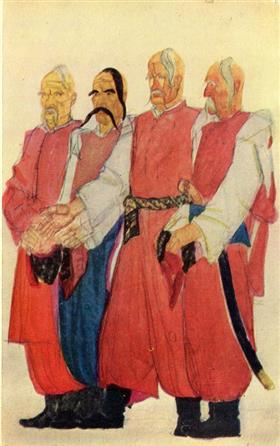
Kostymskisser till Taras Bulba.

Operan utspelas i Kiev, Taras by i Ukraina, området Zaporizja Sitj och staden Dubno. Tiden är 1600-talet, en tid då Polen eftersträvade herravälde i regionen. Denna synopsis bygger på den nuvarande (1955) versionen.

### Akt I
Operan föregås av en ouvertyr. Kiev är ockuperat av den polska szlachtaadeln. Deras tjänare skingrar en folksamling som lyssnar på en sång av en kobzar (ukrainsk bard). Taras Bulba lämnar sina söner Ostap och Andrij i klostret för att få utbildning. Andrij har redan blivit förtjust i en polsk flicka (som visar sig heta Maryltsja och är dotter till den polska guvernören i Dubno). Ostap uppmanar kobzaren att sjunga en patriotisk sång; detta förargar polackerna och i tumultet som uppstår dödas barden.

### Akt II
Taras by. Ostap och Andrij återvänder från Kiev och möter modern Nastja. Bulbas vän Tovkatj berättar om kriget mellan Ukraina och Polen. Trots hustruns protester ämnar Taras föra sönerna till Sitj, kosackernas tillhåll, för att medverka i striden. Nastja svimmar.

### Akt III
Sitj. Taras lyckas få folket att göra uppror. Andrij och Ostap ser fram emot detta. Då Andrij tvekar lovar Ostap att hjälpa honom. Trummorna kallar samman kosackerna till ett möte (rada); med Taras hjälp väljer de en ny kraftfull hetman, Kyrdiaha, att leda dem. Han förklarar att han är villig att gå i strid.

### Akt IV

#### Scen 1
Kosackernas läger. Kosackerna belägrar Dubno, där Maryltsjas fader är guvernör. Hon har skickat sin tatartjänarinna för att finna Andrij och be om hjälp då invånarna svälter. Andrij går med på det och tillsammans med tjänarinnan smugglar han in mat genom en hemlig dörr.

#### Scen 2
Andriy och Maryltsja förklarar varandra sin kärlek. Andrij ber guvernören om hennes hand; szlachterna går inte med på det då de inte tillhör samma klass. På inrådan av sin präst anser guvernören det fördelaktigt att tillåta Andrij giftermål, och han utnämner honom till överste i polska armén.

#### Scen 3
Taras får höra nyheten att tatarerna har ödelagt Sitj. En fånge berättar om Andrijs desertering. Andrijs trupper flyr från borgen varpå Taras dödar sin egen son för förräderi. Ostaps känslor är kluvna och han sjunger en klagosång över brodern.

#### Scen 4
I en rent instrumental scen leder Taras och Ostap kosackerna till seger över polackerna och övertar staden Dubno.
Detta slut skiljer sig markant från Gogols original, där först Ostap och sedan Taras tas tillfånga av polackerna och avrättas offentligt. Andra betydande händelser i romanen - särskilt då Taras dubbeltydiga uppträdande mot lokala judar - saknas också (se artikeln Taras Bulba).